# Världsmästerskapen i friidrott 1983
Världsmästerskapen i friidrott 1983 var de första samlade världsmästerskapen i friidrott och genomfördes 7 – 14 augusti 1983 på Olympiastadion i Helsingfors i Finland.
Vid tävlingarna sattes två världsrekord:
- 4 x 100 m herrar –  Förenta staterna (37,86)
- 400 m damer – Jarmila Kratochvílová,  Tjeckoslovakien (47,99)

## Medaljörer och resultat

### Herrar
| Gren           | Guld                                                                                 | Resultat   | Silver                                                                   | Resultat | Brons                                                                           | Resultat |
| 100 meter      | Carl Lewis, Förenta staterna                                                         | 10,07      | Calvin Smith, Förenta staterna                                           | 10,21    | Emmit King, Förenta staterna                                                    | 10,24    |
| 200 meter      | Calvin Smith, Förenta staterna                                                       | 20,14      | Elliot Quow, Förenta staterna                                            | 20,41    | Pietro Mennea, Italien                                                          | 20,51    |
| 400 m          | Bert Cameron, Jamaica                                                                | 45,05      | Michael Franks, Förenta staterna                                         | 45,22    | Sunder Nix, Förenta staterna                                                    | 45,24    |
| 800 m          | Willi Wülbeck, Västtyskland                                                          | 1.43,65    | Rob Druppers, Nederländerna                                              | 1.44,20  | Joaquim Cruz, Brasilien                                                         | 1.44,27  |
| 1 500 m        | Steve Cram, Storbritannien                                                           | 3.41,59    | Steve Scott, Förenta staterna                                            | 3.41,87  | Saïd Aouita, Marocko                                                            | 3.42,02  |
| 5 000 m        | Eamonn Coghlan, Irland                                                               | 13.28,53   | Werner Schildhauer, Östtyskland                                          | 13.30,20 | Martti Vainio, Finland                                                          | 13.30,34 |
| 10 000 m       | Alberto Cova, Italien                                                                | 28.01,04   | Werner Schildhauer, Östtyskland                                          | 28.01,18 | Hansjörg Kunze, Östtyskland                                                     | 28.01,26 |
| Maraton        | Robert de Castella, Australien                                                       | 2:10.03    | Kebede Balcha, Etiopien                                                  | 2:10.27  | Waldemar Cierpinski, Östtyskland                                                | 2:10.37  |
| 110 m häck     | Greg Foster, Förenta staterna                                                        | 13,42      | Arto Bryggare, Finland                                                   | 13,46    | Willie Gault, Förenta staterna                                                  | 13,48    |
| 400 m häck     | Edwin Moses, Förenta staterna                                                        | 47,50      | Harald Schmid, Västtyskland                                              | 48,61    | Aleksandr Charlov, Sovjetunionen                                                | 49,03    |
| 3 000 m hinder | Patriz Ilg, Västtyskland                                                             | 8.15,06    | Bogusław Mamiński, Polen                                                 | 8.17,03  | Colin Reitz, Storbritannien                                                     | 8.17,75  |
| 4 x 100 m      | USA Emmit King Willie Gault Calvin Smith Carl Lewis                                  | 37,86 (WR) | Italien Stefano Tilli Carlo Simionato Pierfrancesco Pavoni Pietro Mennea | 38,37    | Sovjetunionen Andrej Prokofjev Nikolaj Sidorov Vladimir Muravjov Viktor Brizjin | 38,41    |
| 4 x 400 m      | Sovjetunionen Sergej Lovatjov Aleksandr Trosjtjilo Nikolaj Tjernetskij Viktor Markin | 3.00,79    | Västtyskland Erwin Skamrahl Jörg Vaihinger Harald Schmid Hartmut Weber   | 3.01,83  | Storbritannien Ainsley Bennett Garry Cook Todd Bennett Philip Brown             | 3.03,53  |
| Gång 20 km     | Ernesto Canto, Mexiko                                                                | 1:20.49    | Jozef Pribilinec , Tjeckoslovakien                                       | 1:20.59  | Jevgenij Jevsjukov, Sovjetunionen                                               | 1:20.48  |
| Gång 50 km     | Ronald Weigel, Östtyskland                                                           | 3:43.08    | José Marín , Spanien                                                     | 3:43.42  | Sergej Jung, Sovjetunionen                                                      | 3:49.03  |
| Längdhopp      | Carl Lewis, Förenta staterna                                                         | 8,55       | Jason Grimes, Förenta staterna                                           | 8,29     | Mike Conley, Förenta staterna                                                   | 8,12     |
| Höjdhopp       | Hennadij Avdjejenko, Sovjetunionen                                                   | 2,32       | Tyke Peacock, Förenta staterna                                           | 2,32     | Jianhua Zhu, Kina                                                               | 2,29     |
| Tresteg        | Zdzisław Hoffmann, Polen                                                             | 17,42      | Willie Banks, Förenta staterna                                           | 17,18    | Ajayi Agbebaku, Nigeria                                                         | 17,18    |
| Stavhopp       | Sergej Bubka, Sovjetunionen                                                          | 5,70       | Konstantin Volkov, Sovjetunionen                                         | 5,60     | Atanas Tarev, Bulgarien                                                         | 5,60     |
| Kulstötning    | Edward Sarul, Polen                                                                  | 21,39      | Ulf Timmermann, Östtyskland                                              | 21,16    | Remigius Machura, Tjeckoslovakien                                               | 20,98    |
| Diskuskastning | Immrich Bugár, Tjeckoslovakien                                                       | 67,72      | Luis Delís, Kuba                                                         | 67,37    | Géjza Valent, Tjeckoslovakien                                                   | 66,08    |
| Släggkastning  | Sergej Litvinov, Sovjetunionen                                                       | 82,68      | Jurij Sedych, Sovjetunionen                                              | 80,94    | Zdzisław Kwaśny, Polen                                                          | 79,42    |
| Spjutkastning  | Detlef Michel, Östtyskland                                                           | 89,48      | Tom Petranoff, Förenta staterna                                          | 86,60    | Dainis Kūla, Sovjetunionen                                                      | 86,08    |
| Tiokamp        | Daley Thompson, Storbritannien                                                       | 8 666      | Jürgen Hingsen, Västtyskland                                             | 8 561    | Siegfried Wentz, Västtyskland                                                   | 8 487    |

### Damer
| Gren           | Guld                                                                       | Resultat   | Silver                                                                                     | Resultat | Brons                                                                         | Resultat |
| 100 meter      | Marlies Göhr, Östtyskland                                                  | 10,97      | Marita Koch, Östtyskland                                                                   | 11,02    | Diane Williams, Förenta staterna                                              | 11,06    |
| 200 meter      | Marita Koch, Östtyskland                                                   | 22,13      | Merlene Ottey, Jamaica                                                                     | 22,19    | Kathy Smallwood-Cook, Storbritannien                                          | 22,37    |
| 400 meter      | Jarmila Kratochvílová, Tjeckoslovakien                                     | 47,99 (WR) | Tatána Kocembová, Tjeckoslovakien                                                          | 48,59    | Marija Pinigina, Sovjetunionen                                                | 49,09    |
| 800 meter      | Jarmila Kratochvílová, Tjeckoslovakien                                     | 1.54,68    | Ljubov Gurina, Sovjetunionen                                                               | 1.56,11  | Jekaterina Podkopajeva, Sovjetunionen                                         | 1.57,58  |
| 1 500 meter    | Mary Decker-Slaney, Förenta staterna                                       | 4.00,90    | Zamira Zaitseva, Sovjetunionen                                                             | 4.01,19  | Jekaterina Podkopajeva, Sovjetunionen                                         | 4.02,25  |
| 3 000 meter    | Mary Decker-Slaney, Förenta staterna                                       | 8.34,62    | Brigitte Kraus, Västtyskland                                                               | 8.35,11  | Tatjana Kazankina, Sovjetunionen                                              | 8.35,13  |
| Maraton        | Grete Waitz, Norge                                                         | 2:28.09    | Marianne Dickerson, Förenta staterna                                                       | 2:31.09  | Raisa Smechnova, Sovjetunionen                                                | 2:31.13  |
| 100 meter häck | Bettine Jahn, Östtyskland                                                  | 12,35      | Kerstin Knabe, Östtyskland                                                                 | 12,42    | Ginka Zagortjeva, Bulgarien                                                   | 12,62    |
| 400 meter häck | Jekaterina Fesenko-Grun, Sovjetunionen                                     | 54,14      | Ana Ambrazienė, Sovjetunionen                                                              | 54,15    | Ellen Neumann-Fiedler, Östtyskland                                            | 54,55    |
| 4 x 100 meter  | Östtyskland Silke Möller Marita Koch Ingrid Auerswald Marlies Göhr         | 42,12      | Storbritannien Joan Baptiste Kathy Smallwood-Cook Beverly Callender Shirley Thomas         | 42,25    | Jamaica Leleith Hodges Jaqueline Pusey Juliet Cuthbert Merlene Ottey          | 42,25    |
| 4 x 400 meter  | Östtyskland Gesine Walther Sabine Busch Marita Koch Dagmar Rübsam-Neubauer | 3.22,39    | Tjeckoslovakien Tatána Kocembová Milena Strnadová Zuzana Moravciková Jarmila Kratochvílová | 3.23,98  | Sovjetunionen Jelena Korban Marina Charlamova Irina Baskakova Marija Pinigina | 3.23,98  |
| Höjdhopp       | Tamara Bykova, Sovjetunionen                                               | 2,01       | Ulrike Meyfarth, Västtyskland                                                              | 1,99     | Louise Ritter, Förenta staterna                                               | 1,95     |
| Längdhopp      | Heike Drechsler, Östtyskland                                               | 7,27       | Anișoara Cușmir-Stanciu, Rumänien                                                          | 7,15     | Carol Lewis, Förenta staterna                                                 | 7,04     |
| Kulstötning    | Helena Fibingerová, Tjeckoslovakien                                        | 21,05      | Helma Knorscheidt, Östtyskland                                                             | 20,70    | Ilona Slupianek, Östtyskland                                                  | 20,56    |
| Diskuskastning | Martina Opitz-Hellmann, Östtyskland                                        | 68,94      | Galina Murasjova, Sovjetunionen                                                            | 67,44    | Maria Petkova, Bulgarien                                                      | 66,44    |
| Spjutkastning  | Tiina Lillak, Finland                                                      | 70,82      | Fatima Whitbread, Storbritannien                                                           | 69,14    | Anna Verouli, Grekland                                                        | 65,72    |
| Sjukamp        | Ramona Neubert, Östtyskland                                                | 6 714      | Sabine Paetz-John, Östtyskland                                                             | 6 662    | Anke Vater-Behmer, Östtyskland                                                | 6 532    |

## Förklaringar
- (WR) = Världsrekord
- (ER) = Europarekord
- (AfR) = Afrikanskt rekord
- (AmR) = Amerikanskt rekord
- (AsR) = Asiatiskt rekord
- (CR) = Mästerskapsrekord

## Medaljfördelning
| Medaljfördelning |                               |      |        |       |        |
| Plats            | Land                          | Guld | Silver | Brons | Totalt |
| 1                | Östtyskland                   | 10   | 7      | 5     | 22     |
| 2                | Förenta staterna              | 8    | 9      | 7     | 24     |
| 3                | Sovjetunionen                 | 6    | 6      | 11    | 23     |
| 4                | Tjeckoslovakien               | 4    | 3      | 2     | 9      |
| 5                | Västtyskland                  | 2    | 5      | 1     | 8      |
| 6                | Storbritannien och Nordirland | 2    | 2      | 3     | 7      |
| 7                | Polen                         | 2    | 1      | 1     | 4      |
| 8                | Finland                       | 1    | 1      | 1     | 3      |
|                  | Italien                       | 1    | 1      | 1     | 3      |
|                  | Jamaica                       | 1    | 1      | 1     | 3      |
| 11               | Australien                    | 1    | -      | -     | 1      |
|                  | Republiken Irland             | 1    | -      | -     | 1      |
|                  | Mexiko                        | 1    | -      | -     | 1      |
|                  | Norge                         | 1    | -      | -     | 1      |
| 15               | Etiopien                      | -    | 1      | -     | 1      |
|                  | Kuba                          | -    | 1      | -     | 1      |
|                  | Nederländerna                 | -    | 1      | -     | 1      |
|                  | Spanien                       | -    | 1      | -     | 1      |
|                  | Rumänien                      | -    | 1      | -     | 1      |
| 20               | Bulgarien                     | -    | -      | 3     | 3      |
| 21               | Brasilien                     | -    | -      | 1     | 1      |
|                  | Grekland                      | -    | -      | 1     | 1      |
|                  | Kina                          | -    | -      | 1     | 1      |
|                  | Marocko                       | -    | -      | 1     | 1      |
|                  | Nigeria                       | -    | -      | 1     | 1      |

### Fotnoter
1. ↑  Jesper von Hertzen (22 september 2015). ”Finland och Tammerfors får friidrottens junior-VM 2018?”. Yle-sporten. https://svenska.yle.fi/artikel/2015/09/22/finland-och-tammerfors-far-friidrottens-junior-vm-2018. Läst 12 augusti 2017.